# Bokšanica
La Bokšanica (en serbe cyrillique : Бокшаница) est une montagne de l'est de la Bosnie-Herzégovine. Elle s'élève à une altitude de 1 281 m. Elle est située dans les Alpes dinariques.
Le mont Bokšanica fait partie du groupe des montagnes de Bosnie orientale.